# Renato Carosone
Renato Carosone (ur. 3 stycznia 1920 w Neapolu, zm. 20 maja 2001 w Rzymie) – włoski piosenkarz i kompozytor, pianista, jeden z najbardziej znanych autorów i interpretatorów pieśni neapolitańskiej.
Był jednym z dwóch piosenkarzy włoskich (obok Domenica Modugna), który sprzedawali płyty w Stanach Zjednoczonych niezawierające piosenek w wersjach anglojęzycznych.

## Życiorys

### Wczesne lata
Gdy miał siedem lat, ojciec, impresario Teatro Mercadante, zapisał go do szkoły muzycznej w klasie fortepianu. W wieku 15 lat młody Carosone otrzymał angaż jako pianista w teatrzyku Opera dei pupi Ciro Perny, a dwa lata później skończył Conservatorio di San Pietro a Majella w Neapolu. Wyjechał na występy z orkiestrą do Afryki Wschodniej, występując w Massaua. Pozostał przez pewien czas w Afryce występując w takich miastach jak Asmara i Addis Abeba, grając na fortepianie w pewnym angielskim zespole.

### Lata 50.
Po powrocie do Włoch zaczął występować w lokalnych zespołach, dopóki nie został zaproszony do tria jazzowego, które oprócz niego tworzyli perkusista Gegè Di Giacomo i gitarzysta Peter Van Wood. W 1952 Van Wood wyjechał do Nowego Jorku, a pozostali członkowie zaprosili do współpracy dwóch innych muzyków i kontynuowali występy jako kwartet. W 1954 roku wystąpili w programie telewizyjnym L’orchestra delle 15. Pierwszym sukcesem Carosone stała się piosenka „Maruzzella”. 

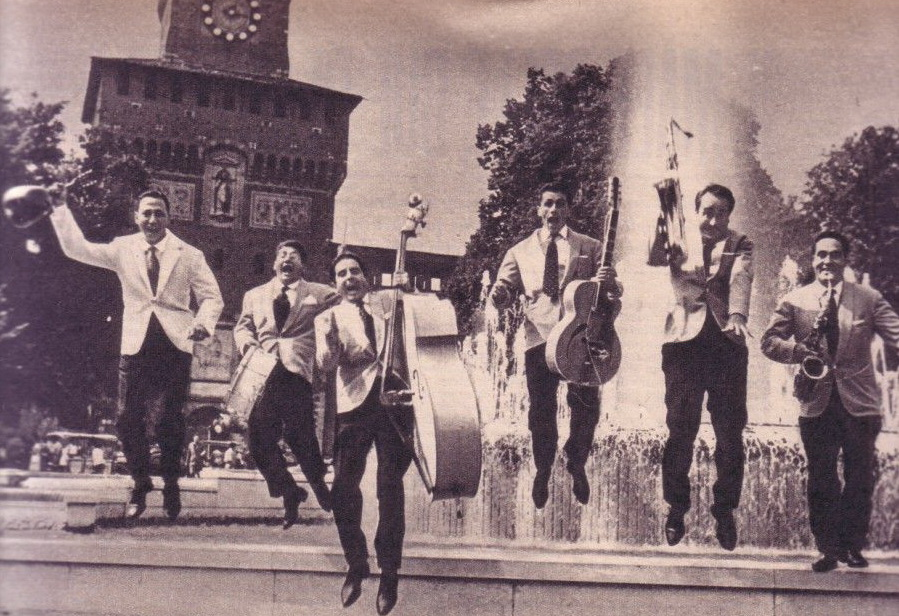
Renato Carosone z zespołem (1958)

W 1955 roku sukces odniosła kolejna jego piosenka, „Giuvanne cu' 'a chitarra”, będąca neapolitańską wersją piosenki „Johnny Guitar” z filmu pod tym samym tytułem w reżyserii Nicholasa Raya. Sukces albumu Carosello Carosone nº 3, zmobilizował kwartet do nagrania czwartego albumu, który zawierał cover „Rock Around the Clock”, przebój Billa Haleya, który wylansował na całym świecie rock and roll. W 1956 roku w Mediolanie, Carosone spotkał tekściarza Nicola Salerno (pseudonim Nisa), który napisał kilka tekstów do jego muzyki, w tym do „Tu vuo’ fa l'americano”, piosenki będącej połączeniem piosenki neapolitańskiej z muzyką swingową i jazzową, utrzymaną w klimacie boogie-woogie. Piosenka stała się światowym hitem i najbardziej znanym utworem Carosone. W 1957 roku nagrał kolejny przebój, „Torero”, który wszedł na czołowe miejsca list przebojów w Stanach Zjednoczonych i został nagrany w 32 wersjach w 12 językach. Na czołowe miejsca list przebojów weszły także „Tu vuo’ fa l’americano” i „Mambo”. W styczniu 1958 zespół Carosone wystąpił w nowojorskiej Carnegie Hall, zarezerwowanej dotąd dla wykonawców muzyki klasycznej. Wykonywał w tym czasie piosenki innych wykonawców, napisał też kilka piosenek razem z Nisą: „Pigliate 'na pastiglia”, „'O sarracino” i „Caravan petrol”.

### Lata 60. i późniejsze
W maju 1960 roku artysta został ponownie zaproszony do Carnegie Hall w Nowym Jorku, do programu The Ed Sullivan Show, najważniejszego muzycznego show telewizji amerykańskiej. Był trzecim Włochem, po Nilli Pizzi i Domenico Modugno, który wystąpił w telewizji amerykańskiej. Odbył tournée po Stanach Zjednoczonych. Po powrocie do Włoch wycofał się nagle ze sceny muzycznej. Powrócił na nią po 15 latach występując w programie Bussola, nagranym i wyemitowanym przez RAI. We wrześniu 1982 roku powrócił do Stanów Zjednoczonych, by dać koncert w Madison Square Garden, po którym udał się do Kanady, a następnie do Ameryki Południowej. W 1989 roku wziął udział w Festiwalu San Remo z piosenką „'Na canzuncella doce doce”.
W trakcie swojej kariery wystąpił z takimi artystami jak Louis Armstrong, Lionel Hampton i Marlene Dietrich.
W rodzinnym Neapolu wystąpił po raz ostatni w Nowy Rok 1998. Później, po wycofaniu się ze sceny, poświęcił się malarstwu. W ostatnich latach życia napisał autobiografię Un Americano a Napoli, wydaną tuż przed swoją śmiercią.
Zmarł w Rzymie 20 maja 2001 roku, pochowany na Cmentarzu Flamińskim w Rzymie.